# Siergiej Marczuk
Siergiej Wasiljewicz Marczuk (ros. Сергей Васильевич Марчук, ur. 13 kwietnia 1952 w Moskwie, zm. 25 sierpnia 2016 tamże) – rosyjski łyżwiarz szybki reprezentujący ZSRR, brązowy medalista mistrzostw świata i dwukrotny medalista mistrzostw Europy.

## Kariera
Pierwszy sukces w karierze Siergiej Marczuk osiągnął w 1978 roku, kiedy zdobył złoty medal podczas mistrzostw Europy w Oslo. Wyprzedził tam bezpośrednio dwóch Norwegów: Stena Stensena i Jana Egila Storholta. W poszczególnych biegach był piąty w biegach na 500 i 1500 m oraz drugi na dystansach 5000 m i 10 000 m. W tym samym roku zajął trzecie miejsce na wielobojowych mistrzostwach świata w Göteborgu, plasując się za Erikiem Heidenem z USA i Janem Egilem Storholtem. Zajmował tam kolejno piąte miejsce na 500 m, drugie na 5000 m, czwarte na 1500 m i trzecie na 10 000 m. Ostatni sukces osiągnął podczas mistrzostw Europy w Deventer w 1979 roku, gdzie był trzeci za Storholtem i Kayem Stenshjemmetem. Tylko raz znalazł się w czołowej trójce, zajmując trzecie miejsce w biegu na 1500 m. Był też między innymi czwarty na mistrzostwach świata w Heerenveen w 1977 roku, walkę o medal przegrywając ze Stenem Stensenem. Dwukrotnie plasował się w pierwszej trójce: w biegu na 5000 m był trzeci, a na dwukrotnie dłuższym dystansie był drugi. W 1976 roku brał udział w igrzyskach olimpijskich w Innsbrucku, zajmując trzynaste miejsce na 1500 m, czternaste na 5000 m i jedenaste na 10 000 m.